# Abdelkader Drif
 (août 2021).
Pour les articles homonymes, voir Drif.
Abdelkader Drif, né en mars 1937 à Vialar (Tissemsilt) et mort le 7 février 2023, est un dirigeant de club sportif algérien.

## Biographie
Abdelkader Drif est issu d'une famille de notables. Il passe sa jeunesse dans sa ville natale où il entame ses études, poursuivies à Alger en 1950 quand sa famille s'y installe.
Drif Abdelkader est le premier président qui permet à un club algérien, le Mouloudia Club d'Alger, de remporter la Coupe d'Afrique des clubs champions, face à Hafia Conakry en 1976 au Stade du 5-Juillet-1962.
Marié à Belgaïd Ghania, le couple a deux garçons et une fille.
Il meurt le 7 février 2023, à l'âge de 85 ans, des suites d'une longue maladie.